# Jennifer Geerlings-Simons
Jennifer Geerlings-Simons (ur. 5 września 1953 w Paramaribo) – surinamska lekarka i polityczka, w latach 2010–2020 przewodnicząca Zgromadzenia Narodowego, od 2024 przewodnicząca Narodowej Partii Demokratycznej (NDP). Od 16 lipca 2025 prezydent Surinamu.

## Życiorys

### Wykształcenie
Ukończyła studia medyczne na Uniwersytecie Antona de Kom w Paramaribo. 

### Działalność polityczna
W 1996 po raz pierwszy została wybrana do Zgromadzenia Narodowego z ramienia NDP. Uzyskiwała reelekcje parlamentarne podczas kolejnych wyborów w 2000, 2005, 2010 i 2015. W latach 2000–2006 przewodniczyła frakcji parlamentarnej NDP (była również wiceprzewodniczącą partii). Od 2010 do 2020 sprawowała funkcję przewodniczącej Zgromadzenia Narodowego. Po wyborach parlamentarnych w 2020 odmówiła przyjęcia zdobytego wówczas mandatu i ogłosiła zamiar wycofania się z życia politycznego.
13 lipca 2024 (po skazaniu na karę 20 lat więzienia dotychczasowego lidera NDP i byłego prezydenta Désiego Bouterse), została wybrana na przewodniczącą partii. 25 maja 2025 kierowane przez nią ugrupowanie zwyciężyło w wyborach parlamentarnych, uzyskując 34,2% głosów i 18 mandatów – na ogólną liczbę 51.
6 lipca 2025 została wybrana przez Zgromadzenie Narodowe na urząd prezydenta Surinamu, który objęła 16 lipca – jako pierwsza w historii kobieta. 

### Życie prywatne
W 1981 wyszła za mąż za Glenna Geerlingsa, z którym ma troje dzieci.